# Tovačov
Tovačov é uma cidade checa localizada na região de Olomouc, distrito de Přerov.